# Passo do Brévent
O passo do Brévent  é um colo de montanha  a 2368 m de altitude, no maciço do Monte Branco,  departamento francês da Saboia na região de Ródano-Alpes da França, e cuja cidade mais próxima é Chamonix.
O colo é um  por onde passa o Tour du Mont Blanc, o TMC, no seu percurso normal de Este-Oeste, ou seja por colo da Seigne, colo da Cruz do Bonhomme, colo do Brévent, colo do Bonhomme, colo de Balme,  colo Ferret, e colo da Forclaz.